# Musikfrågan Kontrapunkt
Musikfrågan Kontrapunkt, från början Musikfrågan, på senare år endast Kontrapunkt, var en svensk/samnordisk TV-frågetävling om klassisk musik, som sändes 1964–1998. Programledare fram till 1980 var Sten Broman. Under åren 1985–1998 leddes programmet av Sixten Nordström. Programmet återkom i ny version under våren 2017, då med namnet Kulturfrågan Kontrapunkt.

## Historik
Premiärprogrammet sändes den 14 februari 1964. Programledare fram till 1980 var kompositören, dirigenten och musikskriftställaren Sten Broman. Från 1985, när programmet återupptogs, till en början med en "intern" svensk omgång, leddes programmet av musikdirektören Sixten Nordström.
Under den karismatiske och excentriske Sten Bromans tid som programledare blev programmet en stor tittarsuccé med som mest tolv miljoner tittare i fyra länder. Bromans kombination av musikkunskaper, humor och klädstil (inklusive egendesignade kostymer) gjorde honom till en stor TV-profil och ett program om klassisk musik populärt i vida kretsar.
I de samnordiska omgångarna av Kontrapunkt tävlade nationella tremannalag mot varandra. Sverige och Norge deltog i samtliga omgångar, Danmark och Finland i de flesta, och 1990 tillkom även Island. Programmet byggde på interskandinavisk språkförståelse, och eftersom Finland, åtminstone mestadels, representerades av finlandssvenskar, var islänningarna de enda som därvid inte kunde använda sitt modersmål. Den sista omgången 1998 vanns av Finland.
Under flera säsonger var Johannes Norrby domare i programmet.

## Vinnare

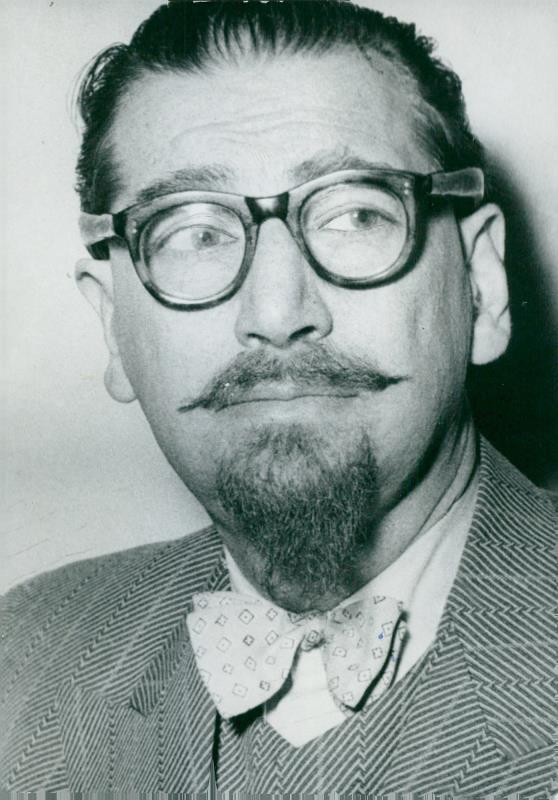
Sten Broman, en av ingredienserna bakom programmets popularitet. Foto från cirka 1964.

### 1964–1980
- 1964 – Stockholm (Carl-Gunnar Åhlén, Bengt Paulsson och Carl-Lennart Hagberg)[7]
- 1966 – Skåne (Karl-Erik Grape, Anna-Lena Isacson-Norlander och Eric Ross Posslewhite)[8]
- 1970 – Sverige (Karl-Erik Grape, Anna-Lena Norlander och Eric Ross Posslewhite)[9] / Sverige (Bengt Utterström, Sven Kruckenberg och Lars Högbom)[10]
- 1972 – Norge (Gudmund Holthe, Ivar Folgere och Leif Bendix Jørgensen)[11]
- 1977 - Norge (Gudmund Holthe, Ivar Folgere och Leif Bendix Jørgensen)
- 1980 – Sverige (Kjell Bondestad, Roger Edman och Anders Öhnedal)

### 1985–1998
- 1988 – Norge (Ola Faye, Kjell Hillveg och Trond Jahr)
- 1990 – Norge (Kjell Hillveg, Gro Shetelig Kruse och Audun Kayser)
- 1992 – Norge (Kjell Hillveg, Gro Shetelig Kruse och Audun Kayser)
- 1994 – Sverige (Roger Edman, Paul Christian Sjöberg och Evabritt Selén)
- 1996 – Norge (Ola Faye, Lene Grenager och Kjell Hillveg)
- 1998 – Finland (Mats Liljeroos, Kari Rydman och Ann-Kristin Schevelew)